# Mozambički kanal
Mozambički kanal je dio Indijskog oceana između Madagaskara i jugoistočne Afrike, tj. Mozambika.  Kanal je širok 460 km na svojoj najužoj točki između Mozambika i Madagaskara. Kanal dostiže dubinu od 3292 metra otprilike 230 km daleko od Mozambika. Kroz kanal protiče topla morska struja u južnom smjeru koja se spaja s Agulhaškom strujom. Od većih naselja na afričkoj obali nalazimo Beiru, Pembu, Nacalu, Angoche i Quelimane, a na obali Madagaskara Toliaru i Mahajangu. Mozambički kanal je bio poprište bitke kod Madagaskara u Drugom svjetskom ratu.

## Otoci u kanalu

### Komori
- Grande Comore
- Mohéli
- Anjouan

### Francuska
- Mayotte
- Otočje Glorieuses
- Juan de Nova
- Europa
- Bassas da India